# Nagórscy herbu Ostoja

Herb Ostoja, wersja średniowieczna

Nagórscy – polski ród szlachecki pieczętujący się herbem Ostoja, należący do heraldycznego rodu Ostojów (Mościców), wywodzący się z Nagorzyc (Nagórzyc) w dawnym woj. sandomierskim

## Najstarsze świadectwaźródłowedotyczące rodu
Poniżej wymienione są wybrane świadectwa źródłowe dotyczące Nagórskich h. Ostoja oraz wsi gniazdowej Nagorzyce z XV wieku.
- Władysław Jagiełło, w 1419 roku, przeniósł na prawo średzkie wsie Milejowice i Nagorzyce, należące wówczas do Michała Oglandowskiego i Michała Gładkiego z Milejowic. W roku 1449 dokonano odgraniczenia Janowic i Wierzbątowic, należących do opactwa łysogórskiego, od Nagorzyc, Milejowic i Roztylic[4].
- Jan Długosz wspomniał Nagórskich h. Ostoja dziedziczących w II połowie XV wieku na Roztylicach i Nagorzycach (Nagórzycach) oraz położonym koło Bostowa Modrzewiu w dawnym woj. sandomierskim[5].
- W latach 1470–1480 w źródłach występuje Jan z Nagorzyc, posiadający, obok dóbr ziemskich w Nagorzycach, także 1 łan rycerski w Jeżowie, który został mu nadany najpewniej przez opata benedyktynów łysogórskich, i z którego płacił opactwu dziesięcinę[6][7][8].
- Według prof. Marka Derwicha Nagórscy h. Ostoja z Nagorzyc, Roztylic i Modrzewia spokrewnieni byli w XV wieku z Krępskimi h. Ostoja z Krępy i Mydłowca[9].

## Majątki ziemskie należące do rodu
Poniżej wymienione są ważniejsze dobra ziemskie należące do Nagórskich h. Ostoja.
Nagorzyce (Nagórzyce), Roztylice, Modrzewie, Jeżów, Grabownica

## Przedstawiciele rodu

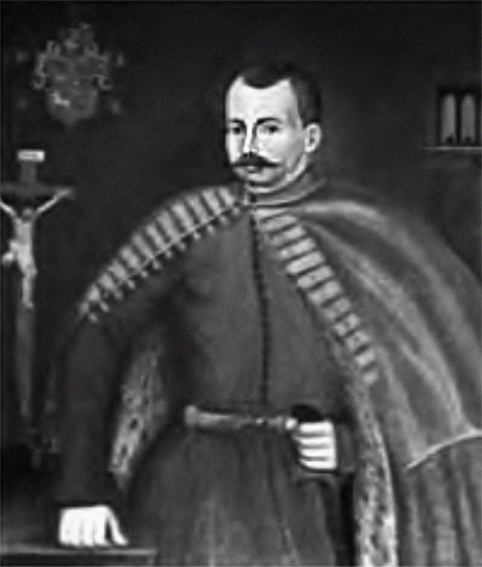
Portret Hieronima Nagórskiego h. Ostoja, fundatora kościoła św. Mikołaja w Grabownicy

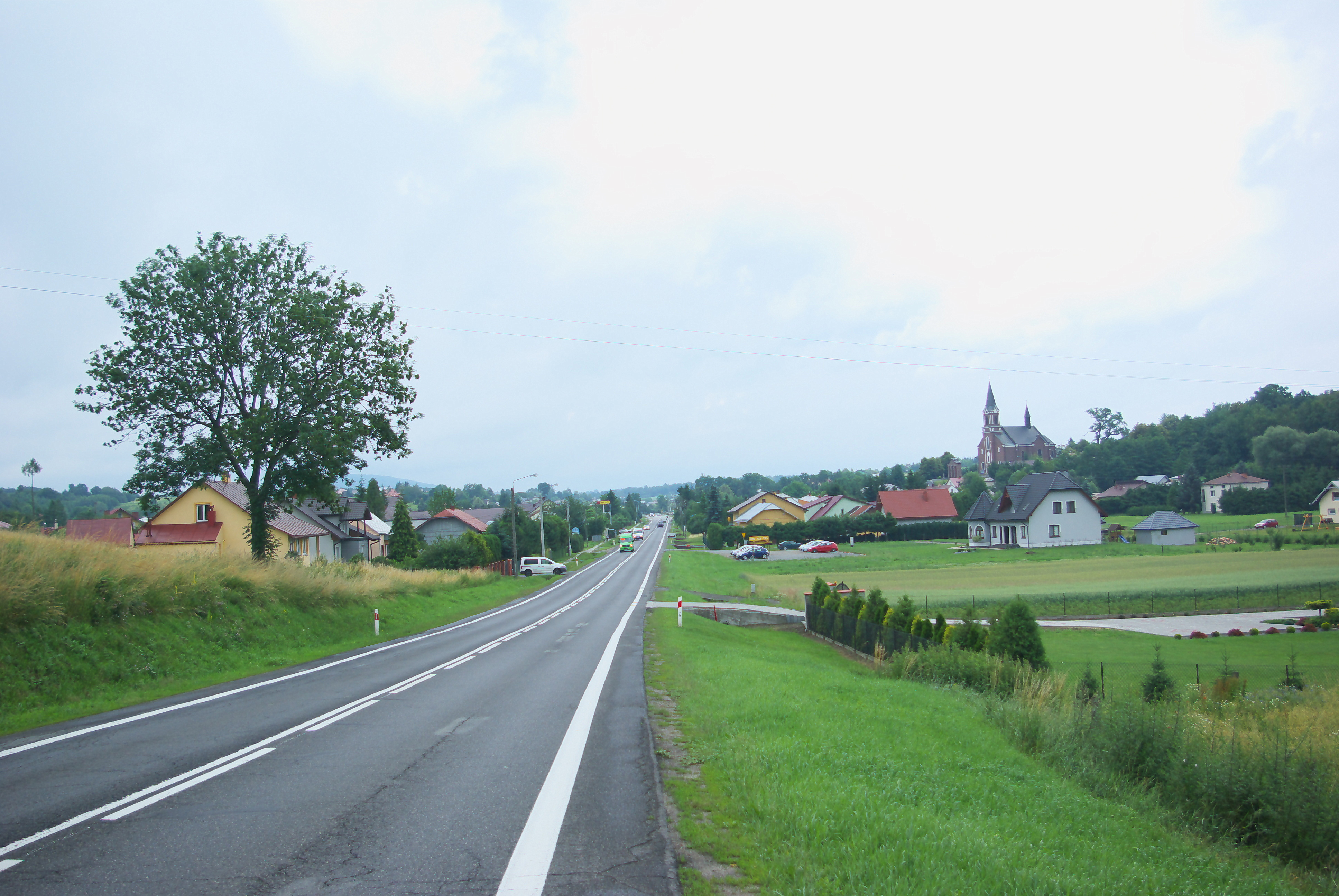
Grabownica, widok z 2018 r.

- Jan z Nagorzyc Nagórski (zm. po 1480) - posiadał obok dóbr w Nagorzycach także 1 łan rycerski w Jeżowie, który został mu nadany najpewniej przez opata benedyktynów łysogórskich, i z którego płacił opactwu dziesięcinę. Jego syn Stanisław pojawia się w 1463 roku w towarzystwie osób z otoczenia opata Michała z Kleparza, m.in. Jakuba Witosławskiego i Dawida z Wawrzeńczyc, magistra sztuk wyzwolonych wszechnicy krakowskiej[8]. W roku 1531 pozostała w Jeżowie tylko ¼ łana z części Nagórskiego. Pozostałe ¾ łana mogły zostać wcielone, w wyniku podziałów rodzinnych, do okolicznych wsi, zwłaszcza do Nagorzyc lub Roztylic[7]. Jan z Nagorzyc Nagórski został wspomniany przez Jana Długosza w Liber beneficiorum dioecesis Cracoviensis[6] i jest pierwszym odnotowanym w źródłach Nagórskim, którego można powiązać z rodem Ostojów. Nagórski został wspomniany także w herbarzu Seweryna hr. Uruskiego[11].
- Filip Nagórski z Roztylic (zm. po 1480) - dziedzic dóbr ziemskich w Roztylicach[8].
- Stanisław Nagórski z Nagorzyc (Nagórzyc) (zm. po 1463) - dworzanin opata łysogórskiego, syn Jana z Nagorzyc, dziedzica dóbr ziemskich w Nagórzycach i Jeżowie[8].
- Hieronim Nagórski (zm. w 1636 r.) - dziedzic Grabownicy, fundator kościoła św. Mikołaja w Grabownicy, uczestnik bitwy pod Chocimiem w 1621 r.
- Salomea Nagórska (zm. po 1655) - dziedziczka dóbr ziemskich w Grabownicy, córka Hieronima Nagórskiego i Jadwigi z Pełków. Z jej osobą wiąże się romantyczna i zarazem tragiczna historia, którą opisał Władysław Łoziński[12]. Wg tego opisu Salomea była zaręczona ze Stanisławem Przedwojowskim, towarzyszem husarskim. Jednak, mimo to, jej szwagier Jacek Krasowski porwał ją by wydać za mąż, za Gabriela Boratyńskiego. Tuż przed zaślubinami ukochany Salomei Nagórskiej - Stanisław Przedwojowski odbił porwaną z pomocą kilku towarzyszy ze swojej chorągwi. Państwo Salomea i Stanisław Przedwojowscy niedługo cieszyli się swoim szczęściem. W roku 1645 napadu na ich dwór w Grabownicy dokonał sąsiad, Stanisław Kozłowski, podczaszy sanocki. W wyniku tego zajazdu zginął z rąk pachołków Kozłowskiego mąż Salomei. Po okresie żałoby Salomea z Nagórskich 1v. Przedwojowska wstąpiła ponownie w związek małżeński z Janem Fredro, z którym miała dziewięcioro dzieci[13].
- Wojciech Nagórski (zm. ok. 1661) - ksiądz katolicki, proboszcz parafii w Grabownicy (1637-1661). Syn Hieronima Nagórskiego i Jadwigi z Pełków. W roku 1621 brał udział w bitwie pod Chocimiem z wojskami tureckimi, gdzie zginął jego starszy brat. Wówczas, jego ojciec Hieronim Nagórski, złożył ślubowanie Bogu, że jeżeli powrócą obaj żywi z wyprawy wojennej, to poświęci go służbie kapłańskiej. Przyrzeczenie zostało spełnione, gdyż Wojciech został księdzem i dnia 31 sierpnia 1637 roku objął probostwo grabownickie. W roku 1640 zmarła jego matka Jadwiga. W testamencie zapisała na rzecz kościoła św. Mikołaja w Grabownicy 8 krów, 5 morgów łąki oraz 10 000 florenów na utrzymanie dwóch księży, organisty i kantora. Do wypełnienia  testamentu jednak nie doszło, ponieważ Grabownicę przejął Jacek Krasowski, mąż siostry księdza Nagórskiego - Katarzyny. Wojciech Nagórski pełnił obowiązki proboszcza grabownickiego do 1661 roku. Uwieczniony został na obrazie św. Mikołaja, jako jedna z osób adorujących świętemu (m.in. w towarzystwie ojca, matki i sióstr). Obraz ten, ufundowany w roku 1633 przez Jadwigę z Pełków Nagórską, znajduje się w ołtarzu głównym kościoła w Grabownicy Starzeńskiej[14].
- Andrzej Nagórski (zm. po 1671) – towarzysz kawalerii, rotmistrz chorągwi piechoty wybranieckiej woj. lubelskiego i bełskiego, poseł na sejm elekcyjny (1669).
- Stanisław Nagórski (zm. w 1706) - porucznik jazdy, stolnik bełski w 1698 roku, podstoli nowogrodzki siewierski w latach 1697–1698, poseł na sejmy.
- Andrzej Nagórski (1643–1710) - prof. retoryki i teologii moralnej, prefekt szkół jezuickich, misjonarz, rektor kolegiów w Kaliszu i Lublinie, sekretarz prowincjała polskiego (1703‑1705).